# Vacher criard
Molothrus rufoaxillaris
Espèce
Répartition géographique
Statut de conservation UICN

 LC  : Préoccupation mineure
Le Vacher criard (Molothrus rufoaxillaris) est une espèce d'oiseaux de la famille des ictéridés. 

## Distribution
Le Vacher criard se rencontre surtout dans les basses terres, dans la moitié nord de l’Argentine, en Uruguay, au Paraguay, au sud du Brésil et dans l’extrême sud de la Bolivie. Sa distribution semble s’étendre au Brésil. Il est très sédentaire et ne migre pas. Le Vacher criard est assez commun dans la Pampa et le Chaco, mais il tend à passer inaperçu car il ressemble au Vacher luisant qui est beaucoup plus abondant.

## Habitat
Le Vacher criard habite les champs, les pâturages et les forêts clairsemées.  Il évite la forêt dense.  Il partage le même habitat que le Vacher luisant, mais contrairement à celui-ci, il n’est pas tellement associé au bétail.

## Nidification
Le Vacher criard est un parasite spécialisé : il ne s’en prend presque exclusivement qu’au Vacher à ailes baies toutefois dans les régions où son hôte habituel est absent, il peut parasiter le Quiscale chopi, le Troupiale dragon ou le Fournier roux.
Le Vacher criard est monogame, peut-être parce que la femelle n’arrive pas à pondre son œuf dans le nid de l'hôte sans la participation du mâle pour distraire les adultes hôtes. Presque 100 % des nids du Vacher à ailes baies sont parasités, souvent avec plus d’un œuf. Le Vacher criard ne pond qu’un œuf par nid, mais plusieurs d’entre eux peuvent pondre dans un même nid de Vacher à ailes baies. Les jeunes du Vacher criard n'éliminent pas (comme les Coucous en Europe) ceux du Vacher à ailes baies mais grandissent avec eux, les oisillons étant très semblables : il est difficile de différencier les deux espèces avant l’âge adulte.